# شهرستان ونانگو (پنسیلوانیا)
شهرستان ونانگو، پنسیلوانیا (به انگلیسی: Venango County, Pennsylvania) شهرستانی در ایالات متحده آمریکا است که در پنسیلوانیا واقع شده‌است.

## خصوصیات
شهرستان ونانگو ۱٬۷۶۸٫۹۷ کیلومترمربع مساحت دارد.